# Semnopithecus priam
O langur-cinzento-empenachado (Semnopithecus priam) é uma das 7 espécies de Semnopithecus. É encontrado no sudeste da Índia e no Sri Lanka.

## Estado de conservação
Esta espécie foi listada como "quase ameaçada" embora esteja segura, existe alguma perda de habitat na Índia e caça. Por outro lado a perda de indivíduos não é tão significativa para a considerar como "vulnerável".